# 가격

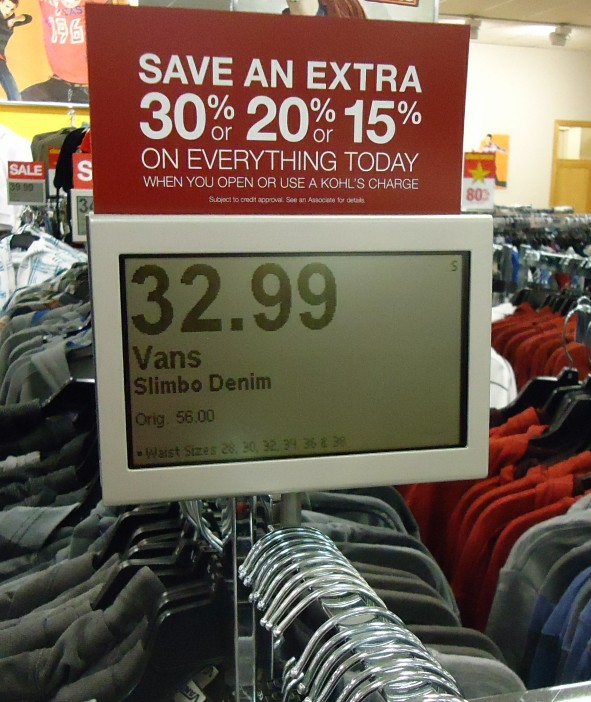

가격(價格, 영어: price)은 경제, 비즈니스 면에서 물건, 용역, 자산의 금전적 수적 가치를 따지는 것이다. 값, 가액(價額)이라고도 한다. 한 제품 및 서비스의 가격이란 소비자가 그 제품이나 서비스를 한 단위로 구매하기 위해 지불해야 하는 화폐의 양을 말한다.
가격은 상품이나 서비스에 대한 대가로 한 당사자가 다른 당사자에게 기대하거나 요구하거나 제공하는 지불 또는 보상(보통 음수가 아님) 수량이다. 어떤 상황에서는, 특히 제품이 실제 상품이 아닌 서비스인 경우 서비스 가격을 "임대료" 또는 "수업료"와 같은 다른 이름으로 부를 수 있다. 가격은 생산비용, 원하는 제품의 공급, 제품에 대한 수요에 의해 영향을 받는다. 가격은 독점기업에 의해 결정될 수도 있고, 시장 상황에 따라 기업에 부과될 수도 있다.

## 화폐 또는 현물에 따른 종류

### 절대 가격
화폐로 환산한 가치를 나타낸다. 일반적으로 가격이라 하면 이 절대가격을 뜻한다.

### 상대 가격
물건과 물건의 교환비율을 나타낸다. 예를 들어, 파전 1판이 막걸리 5병의 가격과 같다면, 파전의 상대가격은 막걸리 5병이라 할 수 있다.

## 결정 방법에 따른 종류

### 시장 가격
시장에 성립되는 가격으로, 수요와 공급의 변동에 따라 오르고 내리지만, 장기적으로는 생산가격에 일치되는 경향이 있다. 예로서 주식시장에 있어서의 주가 등이 있다.

#### 경상 시장 가격
경상 가격이라고도 한다. 물가 상승분을 고려하지 않은 특정 시점의 가격을 의미한다.

#### 불변 시장 가격
불변 가격이라고도 한다. 어떤 해를 기준으로 하여, 물가의 상승분을 감안하여 책정되는 가격이다.

### 생산 가격
평균 생산액에 평균 이윤을 더한 가격이다.

### 경쟁 가격
완전경쟁시장에서 성립하는 가격으로, 기술의 진보와 생산의 향상에 의해서 낮아지게 된다. 독점가격에 대비하여 사용되는 용어이다.

### 독점 가격
좁은 의미로는 1개 회사 독점 시장에서의 가격을 말하며, 넓은 의미로는 과점가격이나 관리가격도 포함한다. 소수의 기업들이 협정 등을 맺고 시장을 지배하고 있는 경우의 가격으로, 생산비가 낮아지더라도 가격은 그대로 유지되는 경우가 많다.

### 관리 가격
유력한 기업이 리더가 되어 일정한 이윤을 확보할 수 있도록 가격을 정하면, 나머지 기업들이 거기에 따르는 경우의 가격이다.

### 통제 가격
정책적인 필요에 따라 국가에 의해 통제되는 가격이다. 공공 요금, 교통 운임 등이 있다.

### 잠재 가격
고정가격을 자유경쟁시장에서의 가격과 비교할 때 생기는 개념으로, 기회비용을 반영한 가격이다.

## 구매 심리에 따른 종류

### 심리 가격
특정의 상품에 대해 일정한 가격의 범위 이내이면, 소비자들이 가격의 높낮음에 별로 신경쓰지 않고 구입하는 가격대를 말한다.

### 습관 가격
특정의 상품에 대해서 소비자들이 습관적으로 인정하고 있는 가격이다. 자동 판매기의 음료 가격 등이 여기에 해당한다.

### 끝수 가격
가격을 '29,900원'과 같이 끝수를 9로 맞추어, 소비자에게 가격이 내렸다는 느낌을 주는 가격을 말한다.

### 명성 가격
가방이나 시계 등 주로 사치품에 적용되는 경우의 가격이다. 가격이 높으면 품질이 좋다고 판단되는 경향이 있기 때문에 가격이 높게 책정된다.

### 묶음 상품 가격
여러 개의 상품을 하나로 묶어 상품화하고 여기에 부여한 가격이다. 1가지의 상품들을 묶으면 순수묶음상품이라 하고, 2가지 이상의 상품들을 묶으면 혼합묶음상품이라 한다. 상품뿐만 아니라 서비스에도 적용할 수 있다.

## 마르크스경제학에서의 가격
상품의 교환가치가 유통과정 안에서 현상할 때 취하는 전화된 형태.
가치와 가격의 구분이 모호한 주류경제학과 다르게 마르크스경제학에서는 가치(여기서는 교환가치)와 가격을 철저히 구분한다. 교환가치는 상품을 생산하는데 든 노력, 즉 사회적으로 필요한 노동시간으로 형성된다. 그러나 시장에서 판매되는 재화의 가격은 교환가치와 언제나 같지 않다. 대부분의 경우, 수요와 공급의 영향을 받아 가격이 가치를 초과하거나 가치이하로 떨어진다. 재화의 공급이 불충분하면 가격은 가치를 초과하게 되며, 반대로 시장에서 특정상품의 공급이 과잉일 때 가격은 가치이하로 떨어진다. 마르크스경제학에서 상품의 가격은 세 가지의 요소, 즉 상품 그 자체의 가치, 화폐재료(금)의 가치, 그리고 수요와 공급 사이의 관계에 의존한다

### 단순상품생산에서의 가격
가격은 가치를 중심으로 하여 변동한다.

### 자본주의에서의 가격
가격은 가치의 전화된 형태로써 기능하는 생산가격을 중심으로 하여 변동한다.

### 제국주의에서의 가격
독점의 압력으로 인하여 두종류의 가격이 전개된다.
1. 비독점가격 (비독점 혹은 불완전독점 부문의 상품판매에서),
2. 독점가격(장기적이고 안정적인 가치로부터의 이탈에 의해 특정 지워진다).

### 사회주의에서의 가격
사회주의 하에서는 가격의 내용 및 사회․경제적 기능. 가격형성이 원칙적으로 다르다. 가격은, 사회주의의 경제법칙, 무엇보다도 먼저 기본경제법칙인 가치법칙과 경제의 계획적․균형적 발전법칙 등을 의식적으로 적용하는 국가에 의해 계획적인 방식으로 결정된다.

## 정상 가격
정상가격(正常價格)은 주로 마셜이 사용한 개념으로서 시장 경쟁의 결과 가격이 안정되는 표준적인 수준을 의미한다. 단 마셜은 타시장의 영향을 고려에 넣지 않고 부분균형 분석의 수법에 의해서 이 균형가격을 성격지었다. 정상가격의 성립에 관해서는 수요자측·공급자측에 각각 가격에 대한 충분한 적응이 이루어져서 재고품이나 품귀(品貴)는 이미 존재하지 않고 또한 의외의 이익이나 손실도 경쟁에 의해서 배제된 사태가 상정된다. 따라서 공급자측에서 본다면 정상가격이란 생산비에 정상 이윤을 가산한 것이라고 정의할 수도 있다. 마셜은 정상가격의 고찰에 있어서 공급자의 생산비 분석에 중점을 두었다. 그리하여 시장가격이나 기업의 표준적 생산비를 동시에 또는 관련지어서 파악하기 위하여 평균적인 대표적 기업의 개념을 설정하고 그 행동을 추구했다. 대표적 기업이란 적당한 연령과 성공을 지니며, 정상적인 능력에 의해서 경영되며, 생산량에 따라서 내부경제와 외부경제를 상응하게 수용하는 기업이다. 대표적 기업은 가격을 소여(所與)로 하여 이윤을 추구하고 생산물 가격과 한계비용이 같게 될 때까지 생산을 실시한다. 따라서 기업은 한계생산비 곡선을 자기의 공급곡선으로 한다. 각 기업의 한계생산비 곡선을 종합하여 시장의 정상공급곡선을 얻을 수가 있고 그리하여 그것이 수요곡선과 교차되는 점에서 정상가격이 결정된다. 대표적 기업의 한계생산비의 도입에 관해서는 생산요소의 대체(代替)를 통해서 가장 유효한 요소(要素)조합이 이루어지도록 상정되어 있으며, 소위 대용(代用)원리가 배후에 포함되어 있다. 그러나 대용원리가 작용하기 위해서는 대용에 필요한 시간적 경과를 무시할 수가 없다. 마셜은 시간적 요소를 어떻게 공급곡선에 짜넣는가 하는 관점에서 장기·단기의 정상공급곡선을 구별했다. 단기공급곡선은 기업의 자본설비의 변화를 불허하며, 이것과 결합되는 원료나 노동 등의 변화만을 채택하여 구성된 정상공급함수이며, 장기정상공급곡선은 건설에 장기간을 요하는 자본설비도 포함하여 일체의 생산요소의 대용을 인정한 그것이다. 대규모 생산의 이익이 존재한 산업에 있어서는 단기정상공급곡선에 비해서 장기의 그것은 체증(遞增)의 정도가 낮고 때로는 체감적(遞減的)일 때도 있다. 단기정상공급곡선·장기정상공급곡선에 따라서 단기정상가격·장기정상가격이 성립된다.

## 기타
- 애덤 스미스가 말한 보이지 않는 손이란 시장에서 결정되는 가격을 말한다.

## 같이 보기
- 가격대비성능(en:Price–performance ratio, 가성비)
- 가격 상한
- 가격 차별
- 가격협정
- 물가
- 비용
- 가치
- 통화
- 미시경제학
- 실효 가격
- 촉진
- 수요와 공급
- 보이지 않는 손
- 기회 비용

## 참고 문헌
1. ↑  김철중, 구매행동결정요인으로서의 ` 저가격차별화 ` 에 대한 고찰, 2000년, 창업정보학회지, 제3권, 제2호, 47-66면 중 48면
2. ↑  《글로벌 세계대백과사전》,  〈정상가격〉